# Troglohyphantes bolognai
Troglohyphantes bolognai este o specie de păianjeni din genul Troglohyphantes, familia Linyphiidae, descrisă de Brignoli, 1975.
Este endemică în Italia. Conform Catalogue of Life specia Troglohyphantes bolognai nu are subspecii cunoscute.